# 白石響
白石 響（しらいし ひびき、2001年5月31日 - ）は、熊本県熊本市出身の、日本の女子柔道選手。階級は52kg級。身長155cm。組み手は右組み。バスト81cm。握力は右23kg、左26kg。血液型はO型。得意技は小内刈。

## 経歴
柔道は5歳の時に姉の影響で始めた。一心館小山道場と天明少年柔道クラブで稽古を積んだ。天明中学3年の時に全国中学校柔道大会の48kg級で5位となった。熊本西高校に進むと、1年の時にインターハイと全国高校選手権ではそれぞれ3回戦で敗れた。2年の時にはインターハイの決勝で南筑高校2年の古賀若菜に指導2の僅差で敗れた。全国高校選手権には52㎏級で出場すると、決勝で富士学苑高校2年の藤城心を技ありで破って優勝した。3年の時には48㎏級に戻すと、インターハイの決勝では古賀に反則負けを喫して2位だった。全日本ジュニアでは3位だった。エクサンプロヴァンスジュニア国際では優勝した。2020年に環太平洋大学へ進学すると、52㎏級に階級を上げた。2年の時には全日本ジュニアの決勝で東京学芸大学2年の園田華菜を横四方固で破って優勝した。学生体重別では決勝で大学の2年先輩である新城凛子を横四方固で破るなどオール一本勝ちして優勝した。体重別団体でもチームの優勝に貢献した。ヨーロッパオープン・ワルシャワではケガで決勝を棄権して2位だった。3年の時には体重別の準決勝で世界チャンピオンである了徳寺大学職員の志々目愛を技ありで破ると、決勝では自衛隊体育学校の坪根菜々子に反則勝ちして優勝した。講道館杯では2回戦で右肘を脱臼して棄権負けした。4年の時には体重別の準決勝で志々目に反則勝ちすると、決勝でJR東日本の大森生純を技ありで破って今大会2連覇を達成した。5月のグランプリ・リンツでは2回戦でスイスのファビエンヌ・コッハーに合技で敗れた。6月の優勝大会では優勝した。7月のワールドユニバーシティゲームズでは決勝で韓国のチャン・スヨンを横四方固で破って優勝した。講道館杯では決勝で三井住友海上の藤城心に反則勝ちして優勝した。グランドスラム・パリでは3回戦でイタリアのオデッテ・ジュフリーダを技ありで破るも、準々決勝でスペインのアリアネ・トロ・ソレルに技ありで敗れると、その後の3位決定戦でも大森に技ありで敗れて5位に終わった。2024年4月からはコマツの所属となった。体重別では決勝で大森を開始早々の横四方固で破って、今大会3連覇を果たした。なお、世界選手権代表に選出された。5月の世界選手権では準決勝でウズベキスタンのディヨラ・ケルディヨロワに袖釣込腰で敗れると、3位決定戦でもドイツのマーシャ・バルハウスに技ありで敗れて5位だった。
IJF世界ランキングは472ポイント獲得で69位(24/5/20現在)。

## 戦績
48㎏級での戦績
- 2016年 -　全国中学校柔道大会　5位
- 2018年 -　インターハイ 2位
- 2019年 -　全国高校選手権　優勝(52㎏級)
- 2019年 -　インターハイ　2位
- 2019年 -　全日本ジュニア　3位
- 2019年 -　エクサンプロヴァンスジュニア国際　優勝

52㎏級での戦績
- 2021年 -　全日本ジュニア 優勝
- 2021年 -　学生体重別 優勝
- 2021年 -　体重別団体　優勝
- 2022年 -　ヨーロッパオープン・ワルシャワ 2位
- 2022年 -　体重別 優勝
- 2022年 -　体重別団体　3位
- 2023年 -　体重別 優勝
- 2023年 -　優勝大会　優勝
- 2023年 -　ワールドユニバーシティゲームズ 優勝
- 2023年 -　体重別団体　3位
- 2023年 -　講道館杯　優勝
- 2024年 -　グランドスラム・パリ　5位
- 2024年 - 体重別　優勝
- 2024年 - 世界選手権　5位

(出典、JudoInside.com)